# Bundes-Bodenschutzgesetz
Das Bundes-Bodenschutzgesetz (BBodSchG) ist ein 1999 in Kraft getretenes deutsches Bundesgesetz, das zusammen mit den Bodenschutzgesetzen der Länder den Kern des deutschen Bodenschutzrechts bildet. Das Gesetz wird ergänzt durch die Bundes-Bodenschutz- und Altlastenverordnung (BBodSchV).

## Geltungsbereich
Das BBodSchG gilt für Boden im Sinne der gesetzlichen Definition. Dies ist gemäß § 2 Abs. 1 BBodSchG die obere Schicht der Erdkruste, soweit sie Träger der in Abs. 2 genannten Bodenfunktionen ist, einschließlich der flüssigen Bestandteile (Bodenlösung) und der gasförmigen Bestandteile (Bodenluft), allerdings ohne Grundwasser und Gewässerbetten.

## Ziele und Anwendungsbereiche
Das BBodSchG verfolgt das Ziel, nachhaltig die Funktionen des Bodens zu sichern oder wiederherzustellen (Bodenschutz). Hierzu sind „schädliche Bodenveränderungen“ (Bodenkontamination) abzuwehren, der Boden und Altlasten sowie hierdurch verursachte Gewässerverunreinigungen zu sanieren und Vorsorge gegen nachteilige Einwirkungen auf den Boden zu treffen. Bei Einwirkungen auf den Boden sollen Beeinträchtigungen seiner natürlichen Funktionen sowie seiner Funktion als Archiv der Natur- und Kulturgeschichte so weit wie möglich vermieden werden.
Der gesetzliche Schutz erstreckt sich dabei auf alle Bodenfunktionen wie zum Beispiel die natürliche Funktion als Lebensgrundlage und -raum für Menschen, Rohstofflagerstätte, Standort für die land- und forstwirtschaftliche Nutzung und Bestandteil des Naturhaushalts. Das Gesetz beinhaltet zwar auch Bestimmungen zum Schutz des Bodens vor Erosion und Versiegelung; Hauptanwendungsbereich in der Praxis ist aber die Bewältigung von eingetretenen „schädlichen Bodenveränderungen“ durch Altlasten.
Das BBodSchG ist erst dann anzuwenden, sofern die in § 3 Abs. 1 BBodSchG genannten Rechtsnormen in Bezug auf den Boden nicht einschlägig sind und dient somit als subsidiäre Rechtsnorm. 

## Wichtige Bestimmungen

### Schädliche Bodenveränderungen
„Schädliche Bodenveränderungen“ im Sinne von § 2 Abs. 3 BBodSchG sind Beeinträchtigungen der Bodenfunktionen, die geeignet sind, Gefahren, erhebliche Nachteile oder Belästigungen für den Einzelnen oder die Allgemeinheit herbeizuführen. Juristisch handelt es sich dabei um einen der Schlüsselbegriffe des Bundes-Bodenschutzgesetzes, der dem Begriff der „schädlichen Umwelteinwirkungen“ im Bundes-Immissionsschutzgesetz nachgebildet wurde.

### Allgemeine Ermächtigungsgrundlage
In § 10 Abs. 1 BBodSchG ist eine Generalklausel für bodenschutzrechtliche Anordnungen normiert, soweit nicht eine speziellere Rechtsgrundlage gegeben ist. Diese Anordnung ist nach dem Grundsatz der Verhältnismäßigkeit zu treffen.

### Altlasten
Altlasten sind nach § 2 Abs. 5 BBodSchG Altablagerungen und Altstandorte, durch die schädliche Bodenveränderungen oder sonstige Gefahren für den Einzelnen oder die Allgemeinheit hervorgerufen werden.

### Sanierung
§ 2 Abs. 7 BBodSchG sieht verschiedene Arten der Bodensanierung vor:
- Dekontamination (Beseitigung oder Verminderung der Schadstoffe),
- Sicherung (langfristige Verhinderung oder Verminderung einer Ausbreitung der Schadstoffe, ohne die Schadstoffe zu beseitigen) und
- sonstige Maßnahmen zur Beseitigung oder Verminderung schädlicher Veränderungen der physikalischen, chemischen oder biologischen Beschaffenheit des Bodens.

#### Sanierungspflichtige
Zentraler Streitpunkt rechtlicher Auseinandersetzungen über die Altlastensanierung ist die Frage, wer dazu verpflichtet ist. Diese Frage regelt zunächst § 4 Abs. 3 BBodSchG.
Anknüpfend an die Rechtstraditionen des Allgemeinen Sicherheitsrechts wird grundsätzlich zwischen der Haftung des Verursachers (= Handlungsverantwortlicher, Handlungsstörer) und des Zustandsverantwortlichen (= Zustandsstörer) unterschieden. Aber auch der Gesamtrechtsnachfolger (beispielsweise ein Erbe) des Verursachers wird in die Haftung genommen. Zustandsverantwortlich sind v. a. der Grundstückseigentümer, der Inhaber der tatsächlichen Gewalt (zum Beispiel der Pächter einer Fläche), aber auch der frühere Eigentümer, wenn er das Eigentum am Grundstück nach Inkrafttreten des Gesetzes am 1. März 1999 übertragen hat (§ 4 Abs. 6 BBodSchG).
Der Verursacher (Handlungsstörer) einer schädlichen Bodenveränderung haftet grundsätzlich unbegrenzt für die Sanierung; er hat sein gesamtes Vermögen einzusetzen.
Sehr strittig ist jedoch der Umfang der Haftung des Zustandsverantwortlichen (Zustandsstörer): Er ist am Entstehen der Altlast nicht beteiligt und wird somit „unschuldig“ in die Haftung genommen. Das Bundesverfassungsgericht (BVerfG) hat unter anderem in einem Urteil vom 16. Februar 2000 die Verfassungsmäßigkeit der Zustandsstörerhaftung vor dem Hintergrund des Grundrechts auf Eigentum (Art. 14 GG) bestätigt; der Gesetzgeber könne im Rahmen der Ausgestaltung von Inhalt und Schranken des Eigentums solche Regelungen schaffen. Der Eigentümer hat regelmäßig die rechtliche und tatsächliche Möglichkeit, auf die Sache und damit auch auf die Gefahrenquelle einzuwirken. Die Zustandsverantwortlichkeit findet in der durch die Sachherrschaft vermittelten Einwirkungsmöglichkeit auf die gefahrenverursachende Sache ihren legitimierenden Grund. Die Möglichkeit zur wirtschaftlichen Nutzung und Verwertung des Sacheigentums korrespondiert mit der öffentlich-rechtlichen Pflicht, die sich aus der Sache ergebenden Lasten und die mit der Nutzungsmöglichkeit verbundenen Risiken zu tragen.
Allerdings hat das BVerfG die Haftung des Zustandsverantwortlichen aus Gründen der Verhältnismäßigkeit beschränkt: Obergrenze der Inanspruchnahme ist im Regelfall der Verkehrswert des unbelasteten Grundstücks. Die Haftung muss im Einzelfall aber weiter beschränkt werden, insbesondere, wenn das Grundstück den wesentlichen Teil des Vermögens des Eigentümers darstellt und Lebensgrundlage für ihn und seine Familie ist. Andererseits kann eine Haftung über den Verkehrswert hinaus in Betracht kommen, wenn der Eigentümer die Umstände, die zur Altlast geführt haben (zum Beispiel Nutzung als Tankstelle), beim Erwerb des Grundstücks gekannt hat.